# Loharpani
Loharpani (nep. लोहारपानी) – gaun wikas samiti w zachodniej części Nepalu w strefie Rapti w dystrykcie Dang Deokhuri. Według nepalskiego spisu powszechnego z 2001 roku liczył on 943 gospodarstw domowych i 5639 mieszkańców (3015 kobiet i 2624 mężczyzn).